# Єгоров Андрій Павлович
Андрій Павлович Єгоров (нар. 15 квітня 1970, [
Чернігівська область, Українська Радянська Соціалістична Республіка|УССР]], СРСР
СРСР — пом. 17 червня 2021, Москва, Росія) — російський актор театру і кіно.
Заслужений артист Російської Федерації (2005).
У 1993—2021 рока — актор Центрального академічного театру російської армії (ЦАТРА) в Москва.

## Біографія
Народився 15 квітня 1970 року. 
Місце народження: Чернігівська область, Українська Радянська Соціалістична Республіка|УССР]], СРСР
батько-Павло Недбайло. Прадід — становий український козак.
У 1987 році вступив до Воронезького державного інституту мистецтв (ВДІМ). Після першого курсу був призваний на військову службу до Радянської армії терміном на один рік. Повернувшись до Воронежа у 1989 році, продовжив навчання у ВДІМі (майстерня професора Володимира Бугрова) і закінчив його в 1993 році.
Після інституту відправився до Москви, де в 1993 році на запрошення головного режисера Леоніда Юхимовича Хейфеца був прийнятий до складу трупи Центрального академічного театру російської армії (ЦАТРА).
У театрі грав Миловидова в мюзиклі Г. Гладкова та Д. Сухарєва за п'єсою Олександра Островського «На бойкому місці», Клавдіо — в «Багато шуму з нічого», Кассіо — в «Отелло», Валера — в «Скупому» Жана Батіста Мольєра, Дорістео — у «Винахідливій закоханій» Лопе де Веги, Нортумберленда — у «Вашій сестрі і полонянці» Людмили Розумовської, Хемфрі — в «Загнаному коні» Франсуази Саган, Патріса Бомбеля — в «Запрошенні до замку» Жана Ануя, Боягузливого Лева, Тотошку і Залізного Дроворуба — в «Дивовижному чарівнику країни Оз».
Після участі в російсько-британській постановці «Tomorrowland» — мюзиклі про московські події 1993 року, був запрошений до театр-кабаре «Летюча миша» під керівництвом Григорія Гурвича у Москві, де зіграв у виставах «Велика ілюзія» та «Шанс».
Дебютною головною роллю Андрія Єгорова в кіно стала роль Андрія Подобєда (Андрійка) у військовому драматичному художньому фільмі режисера Вадима Абдрашитова «Час танцюриста» (1997), за виконання якої актор був нагороджений в грудні 1997 року російською професійною кінематографічною премією «Золотий овен» за 1997 рік у номінації «Надія».
Помер 17 червня 2021 року на 52-у році життя. Прощання відбулося 20 червня.

## Ролі в театрі

### Театр-кабаре «Летюча миша» під керівництвом Григорія Гурвича (Москва)
- «Велика ілюзія»
- «Шанс»

### Центральний академічний театр російської армії (ЦАТРА)
- «На жвавому місці» (Олександр Островський) — Павлин Іпполітович Миловидов, поміщик середньої руки, з відставних кавалеристів
- «Отелло» (Вільям Шекспір) — Кассіо
- «Днями» (Максим Горький) — Кривий Зоб, крючник
- «Багато шуму з нічого» (Вільям Шекспір) — Клавдіо, молодий знатний флорентієць / Бенедикт, молодий знатний падуанець
- «Скупий» Мольєра — Валер, син Ансельма, коханий Елізи
- «Винахідлива закохана» (Лопе де Вега) — Дорістео
- «Загнаний кінь» (Франсуаза Саган) — Хемфрі
- «Запрошення в замок» (Жан Ануй) — Патріс Бомбель, секретар Мессершмана, Коханець леді Доротеї
- «Дивовижний чарівник з країни Оз» (Лаймен Френк Баум) — Боягузливий лев, Тотошка, Залізний Дроворуб
- «Ваша сестра і полонянка…» (Людмила Розумовська) — Нортумберленд
- «Пізня любов» (Олександр Островський) — Микола Андрійович Шаблов, старший син Феліцати Антонівни
- «Людина з Ламанчі» — Самсон Карраско
- «Гамлет» (Вільям Шекспір) — Лаерт, син Полонія, брат Офелії
- «Давним-давно»(Олександр Гладков) — Давид Васильєв
- «Червоне колесо» (Олександр Солженіцин) — Микола II
- «Ма-Муре» (Жан Сарман) — Франкер
- «Доля одного будинку» (за працями про німецько-радянську війну «Прокляті і вбиті» В. Астаф'єва, «Берег» Ю. Бондарєва, «Сотников» В. Бикова «життя і доля» В. Гроссмана «В окопах Сталінграда» В. Некрасова, «Женя, Женечка і „катюша“» Б. Окуджави та В. Мотиля. «Доля одного будинку») — Чумак
- «Цар Федір Іоаннович» (Олексій Толстой) — князь Василь Іванович Шуйський
- «Мольєр (Кабала святош)» (Михайло Булгаков) — Мольєр

### Творчий центрВалерії Ланської«Фріланс»
- 2012 «Врятована любов» (антрепризна вистава за мотивами роману Льва Толстого «Воскресіння») — Дмитро Іванович Нехлюдов, князь[1][5][6].

## Фільмографія
1. 1995 — Кулачні бої — справа полюбовна (короткометражний) — Сергій
2. 1997 — Час танцюриста — Андрій Подобед (Андрійко)
3. 1997 — Новорічна історія — Михайло Куликов, агент секретного підрозділу
4. 1999 — Танці під ущербленим місяцем (Росія, Мексика) — Сергій
5. 1999 — Жінок ображати не рекомендується — Іван, аналітик
6. 1999 — Ворота Європи[pl] (Польща) — Андрій Анчев
7. 2001 — Далекобійники (серія № 12 «Лівий вантаж») —  Денис Анатолійович
8. 2001 — Чоловіча робота — Сергій Ростов, журналіст
9. 2001 — Не покидай меня, любов — Юрій Шатунов, художник
10. 2002 — Зірка — Андрій Барашкин, капітан зі штабу корпусу
11. 2002 — Таємна сила —  Данило-майстер
12. 2003 — Феєрверк (Честь маю) — Іван Сергійович Давидов, капітан ВДВ
13. 2003 — Жадана (серії № 8 і № 12) —  академік
14. 2004 — Ангел на узбіччі —  Блек
15. 2005 — Громадянин начальник 2 (серія № 5) —  Віктор Васильович Родіонов
16. 2005 — Близькі люди —  Едуард Сергійович Бєлов, заступник директора будівельної компанії Павла Андрійовича Степанова
17. 2005 — Ешелон —  Петро Глушков, старший лейтенант
18. 2006 — Джонік —  Джонік
19. 2006 — Темний інстинкт —  Сергій Мещерський, відомий детективний письменник. онук Олени Олександрівни
20. 2006 — Варенька —  Олександр Керженцев
21. 2006 — Людина безповоротна —  Вадим
22. 2006 — Охоронець (фільм «Недитячий світ») —  Олександр Туманов, бізнесмен
23. 2006 — Мій ласкавий і ніжний мент —  Станіслав Юрійович Дробот, майор міліції
24. 2007 — Особисте життя доктора Селіванової (серія «Домострой») —  Дроздов, нервовий чоловік пацієнтки
25. 2007 — Смерш —  Григорій Лубенець, капітан СМЕРШу
26. 2007 — Одна любов душі моєї —  Михайло Лунін (у молодості)
27. 2007 — Формула стихії —  Горан Ковач
28. 2008 — Жінка бажає знати —  Юрій Мухін, медичний представник
29. 2008 — Парі на кохання (Росія, Україна) —  Володимир, чоловік Марини
30. 2008 — Котов —  Павло Сергійович Єгоров, сільський лікар
31. 2009 — Велика нафта —  Андрій Векавіщев
32. 2009 — Варенька. Продовження —  Олександр Керженцев
33. 2009 — Пасажирка —  матрос
34. 2009 — Охоронець 2 (фільм «Ех, Семенівна!») —  Олександр Туманов, бізнесмен
35. 2009 — БОМЖ —  Борис Жуков, бомж
36. 2010 — Варенька. І в горі, і в радості —  Олександр Керженцев
37. 2010 — Небо у вогні —  Віктор Григорович Яшин, майор, командир авіаполку
38. 2010 — Будинок зразкового утримання —  Гліб Чапайкін, оперуповноважений ОГПУ
39. 2012 — Грім —  Дмитро Тимофійович Єлецький, бізнесмен, чоловік Діани
40. 2012 — Мій капітан —  Єгор Луговий, старший помічник капітана
41. 2012 — Уральська мереживниця —  Петро Коновалов, бригадир лісорубів, колишній кримінальник
42. 2012 — Пізня любов —  Антон Цвєтков
43. 2013 — Осіння мелодія любові —  Олександр Рєпін
44. 2013 — Наречений —  Валерій Голубєв
45. 2013 — Не відпускай мене —  Єгор Алфьоров, інспектор Рибнагляду
46. 2014 — Там, де ти —  Олексій Сергійович Колесов, рейдер
47. 2014 — Прошу повірити мені на слово —  Олексій Тімаков, журналіст, співмешканець Ольги
48. 2014 — Отець Матвій —  Геннадій Дмитрович Сапунов, виконроб
49. 2015 — За чужі гріхи —  Федір, чоловік Ніни, сільський коханий Шури
50. 2015 — Три дороги —  Андрій Ілліч Єрохін, головний лікар, товариш Валерії Вікторівни
51. 2015 — Маргарита Назарова —  Михайло Туркін, чоловік Єлизавети Микитівни
52. 2015 — Джуна —  Євген Іванович Чазов
53. 2016 — Більше, ніж лікар —  Михайло Корнєєв, чоловік Людмили Олександрівни
54. 2017 — Чекайте несподіваного —  Володимир
55. 2017 — Оптимісти — Олексій Биков, полковник авіації, чоловік Рути Блаумане
56. 2017 — По той бік смерті (фільм № 2 «Острів») —  Філімонов, майор, начальник прикордонної застави на острові
57. 2018 — Надламані душі —  Єгор, сусід балетмейстера театру Лідії Костянтинівни

## Нагороди та досягнення

### Державні нагороди Російської Федерації
- 2005 — почесне звання «Заслужений артист Російської Федерації»[1].

### Громадські нагороди та премії
- 1997 — лауреат російської професійної кінематографічної премії «Золотий овен» у номінації «Надія» за 1997 рік — за виконання головної ролі у фільмі режисера Вадима Абдрашитова «Час танцюриста» (1997)[2].

## Примітка
1. 1 2 3 4 5 6 7 8  Андрей Павлович Егоров. Заслуженный артист Российской Федерации. Краткая биография, награды и звания, роли в театре, фильмография, пресса. [Архівовано 19 червня 2021 у Wayback Machine.] Официальный сайт Центрального академического театра Российской армии (ЦАТРА) (Москва) // teatrarmii.ru
2. 1 2  Объявлены имена первых лауреатов российской профессиональной кинематографической премии «Золотой овен» за 1997 год. [Архівовано 21 червня 2021 у Wayback Machine.] Информационное агентство «Интерфакс-Религия» // interfax-religion.ru (18 декабря 1997 года)
3. ↑  Умер 51-летний актер Андрей Егоров (рос.). www.gazeta.ru. 18 червня 2021. Архів оригіналу за 17 червня 2021. Процитовано 18 червня 2021.
4. ↑  Умер заслуженный артист России Андрей Егоров (рос.). www.interfax.ru. 18 червня 2021. Архів оригіналу за 18 червня 2021. Процитовано 18 червня 2021.
5. ↑  Валерия Ланская в Благовещенске впервые показала зрителям спектакль, который готовила пять лет. — На сцене филармонии с успехом прошла постановка «Спасённая любовь». Официальный сайт газеты «Комсомольская правда» // kp.ru (19 сентября 2012 года)
6. ↑  Валерия Ланская стала продюсером. — Актриса представила свой первый спектакль «Спасённая любовь». [Архівовано 14 червня 2021 у Wayback Machine.] Информационное агентство «Амур.инфо» (Благовещенск) // amur.info (20 сентября 2012 года)